# Aphelandra crenata
Aphelandra crenata är en akantusväxtart som beskrevs av Emery Clarence Leonard. Aphelandra crenata ingår i släktet Aphelandra och familjen akantusväxter. Inga underarter finns listade i Catalogue of Life.